# Бело Поле (Благоєвградська область)
Бе́ло Поле́ (болг. Бело поле) — село в Благоєвградській області Болгарії. Входить до складу общини Благоєвград.

## Населення
За даними перепису населення 2011 року у селі проживали 613 осіб, з них 607 осіб (99,8%) — болгари.
Розподіл населення за віком у 2011 році:
Динаміка населення: